# Afton-Tidningen
Afton-Tidningen var en frisinnad dagstidning som utgavs i Stockholm 1909 till 1920.
Tidningen började ges ut den 15 december 1909, men hade tidigare getts ut under namnet Svenska folket från 1906. Det sista numret utkom 30 september 1920. Tidningen hade titeln Afton-tidningen Svenska Folket till 29 december 1911.
Tidningen hade olika editioner med middags och kvällsupplaga och tidvis även landsortsupplaga. Till 4 december 1915 kom tidningen 6 dagar i veckan, sedan varje dag utom under sommaren 1919 och de sista 4 månaderna åter 6 dagar i veckan. Tidningens bilaga hette först Odlaren till 1913 års slut och kom 2 gånger i månaden, därefter Jordbrukarbladet som var veckobilaga på lördagar åren 1918 till 1920.

## Redaktion
Redaktionsort för tidningen var Stockholm under hela utgivningstiden.
| Period                 | Ansvarig Utgivare       | Period                 | Redaktör            | Kommentar                  |
| 1909-11-15--1912-11-11 | Spångberg, Karl Valfrid | 1909-12-15--1912-11-12 | Spångberg, Valfrid  |                            |
| 1912-11-12--1914-10-16 | Elander, Karl Viktor    | 1912-11-13--1913-06-25 | Elander, Karl       | tandläkaren                |
| 1914-10-17--1918-04-29 | Ekman, Carl Gustaf      | 1913-06-26--1913-07-31 | Ljunggren, August   |                            |
| 1918-04-30--1920-03-26 | Fogelqvist, Torsten     | 1913-08-01--1918-04-30 | Ekman, Carl         |                            |
| 1920-03-27--1920-09-30 | Sundström, John Eskil   | 1918-05-01--1919-10-03 | Fogelqvist, Torsten | folkhögskoleföreståndaren  |
|                        |                         | 1919-10-04--1920-03-31 | Klein, Ernst        |                            |
|                        |                         | 1920-04-01--1920-05-31 | Sundström, Eskil    |                            |
|                        |                         | 1920-06-01--1920-09-30 | Eriksson, Einar     | med pseudonymen Einar Erix |
|                        |                         | 1920-09-30--1920-09-30 | Testman, Testor     | Just a drill               |
|                        |                         | 1920-09-30--1920-09-30 | Teesti, Teesto      | Another drill              |

## Politisk profil
Afton-Tidningen, som först företrädde den liberala vänstern under ledning av Valfrid Spångberg. Tidningen övertogs i november 1912 av tandläkaren Karl Elander, men blev redan i juni 1913 organ för anhängare av totalförbudet med Carl Gustaf Ekman som redaktör. Torsten Fogelqvist, redaktör 1918-19, återgav Afton-Tidningen dess ursprungliga hållning.Politisk tendensen var enligt Kungliga bibliotekets Nya Lundstedt: frisinnad och kan inte betecknas som radikal vänster.
Afton-Tidningen, som under de första åren fick en inte obetydlig spridning behöll under den förbudsvänliga ledningen sin upplaga men gick tillbaka efter inflationen 1919 som kraftigt höjde tidningens pris. 1910 var det ett speciellt intresse från allmänheten i samband med den så kallade Strindbergsfejden då August Strindberg skrev ett 50-tal artiklar i tidningen. Han debatterade litterära, politiska, religiösa och sociala frågor, vilka framkallade en omfattande och häftig polemik.

## Tryckning och förlag och pris
Förlaget med säte i Stockholm hade olika namn. Förlaget hette till 13 mars 1913 Tidningsaktiebolaget Svenska folket, därefter till 28 februari 1913 Aftontidningens aktiebolag. Den första mars 1913 nybildades bolaget till Nya aktiebolaget aftontidningen som redan den 16 juni 2013 blev Nya tidningsaktiebolaget aftontidningen. Den benämningen stod sig till 1 december 1919 då det blev Tryckeriaktiebolaget Union.
Priset var 10 kronor de första tre åren men sjönk till 6 kronor 1913-1915 och bara 2 kr för halvveckoupplagan. 1916 blev priset 6,50 följt av 7 kronor 1917. Inflationen efter höjde priset till 10 kr 1918 med 3,50 kr för halvveckoupplagan. 1920 höjdes priset till 32 kronor och det var för mycket och bidrog till nedläggningen. Upplagan var 1910 cirka 20 000 exemplar ökade 1915 till 35 000 exemplar och låg 1918 fortsatt på 30 000 men 2019 hade den i oktober halverats till 15 000 exemplar.
Tidningen trycktes bara med trycksvärta med typsnittet antikva. Sidantalet i tidningen varierade mellan 6 och 10 sidor mestadels 6-8 sidor. Satsytorna var stora 49-58 X 40-43 cm. Antalet tidningstryckerier var stort och återges i tabellen nedan.
| Period                 | Tryckeri                                    | Ort       | Kommentar                                                                        |
| 1909-12-15--1911-07-28 | Tidningsaktiebolag svenska folkets tryckeri | Stockholm |                                                                                  |
| 1911-07-29--1913-08-14 | Aftontidningens tryckeri                    | Stockholm |                                                                                  |
| 1913-08-15--1918-10-07 | Tryckeriaktiebolaget Sverige                | Stockholm |                                                                                  |
| 1918-10-09--1918-10-14 | Fackföreningarnas tryckeriaktiebolag        | Stockholm | Sattes på Aftontidningens tryckeri                                               |
| 1918-10-15--1918-12-31 | Tryckeriaktiebolaget Sverige                | Stockholm |                                                                                  |
| 1919-01-03--1919-06-28 | Fackföreningarnas tryckeriaktiebolag        | Stockholm | tryckte tidningen måndagar-lördagar tidningen sattes på Aftontidningens tryckeri |
| 1919-01-03--1919-06-28 | Aftontidningens tryckeri                    | Stockholm | tryckte tidningen söndagar                                                       |
| 1919-06-29--1919-11-30 | Aftontidningens tryckeri                    | Stockholm |                                                                                  |
| 1919-12-01--1920-09-30 | Tryckeri aktiebolag Union                   | Stockholm |                                                                                  |